# Calle San Agustín (San Cristóbal de La Laguna)
La calle San Agustín, antiguamente calle Real, es una vía del centro histórico de la ciudad tinerfeña de San Cristóbal de La Laguna (Canarias, España), declarada Patrimonio de la Humanidad por la Unesco en 1999. Como parte de la mejora del casco histórico, y al igual que se había hecho con otras calles, esta calle se peatonizó, terminado estas obras en 2011. Es considerada una de las calles más bonitas de España.
En la calle San Agustín se localiza importantes e históricos edificios como la Casa Salazar, palacio de 1664 que actualmente es sede del Obispado de la Diócesis Nivariense. Asimismo en esta calle se encuentra el antiguo Convento de San Agustín, anexo a la iglesia quemada del mismo nombre, y que, desde 1846, es sede del primer instituto de Canarias: el IES Cabrera Pinto. Entre la Casa Salazar y el convento de San Agustín esta la Iglesia y Hospital de Nuestra Señora de los Dolores. Se trata de dos construcciones anexas declaradas Bien de Interés Cultural con la categoría de Monumento en 1986. La construcción del hospital se remonta al siglo XVI aunque fue reedificado, junto con la iglesia, en el siglo XVIII.
También se localizan en esta vía el Museo de Historia y Archivo Insular, ubicado en el Palacio de Lecaro, así como el centro asociado de la UNED en Tenerife. 
Otros edificios de esta calle son la Casa de Montañes, construida en 1746 y que en la actualidad es sede del Consejo Consultivo de Canarias y la Casa de Los Jesuitas, cuya construcción se remonta a 1733. En ella se estableció la Universidad de San Fernando, predecesora de la Universidad de La Laguna, y desde 1959 es sede de la Real Sociedad Económica de Amigos del País de Tenerife.
En la calle San Agustín tenía su vivienda principal el corsario Amaro Pargo.

## Galería

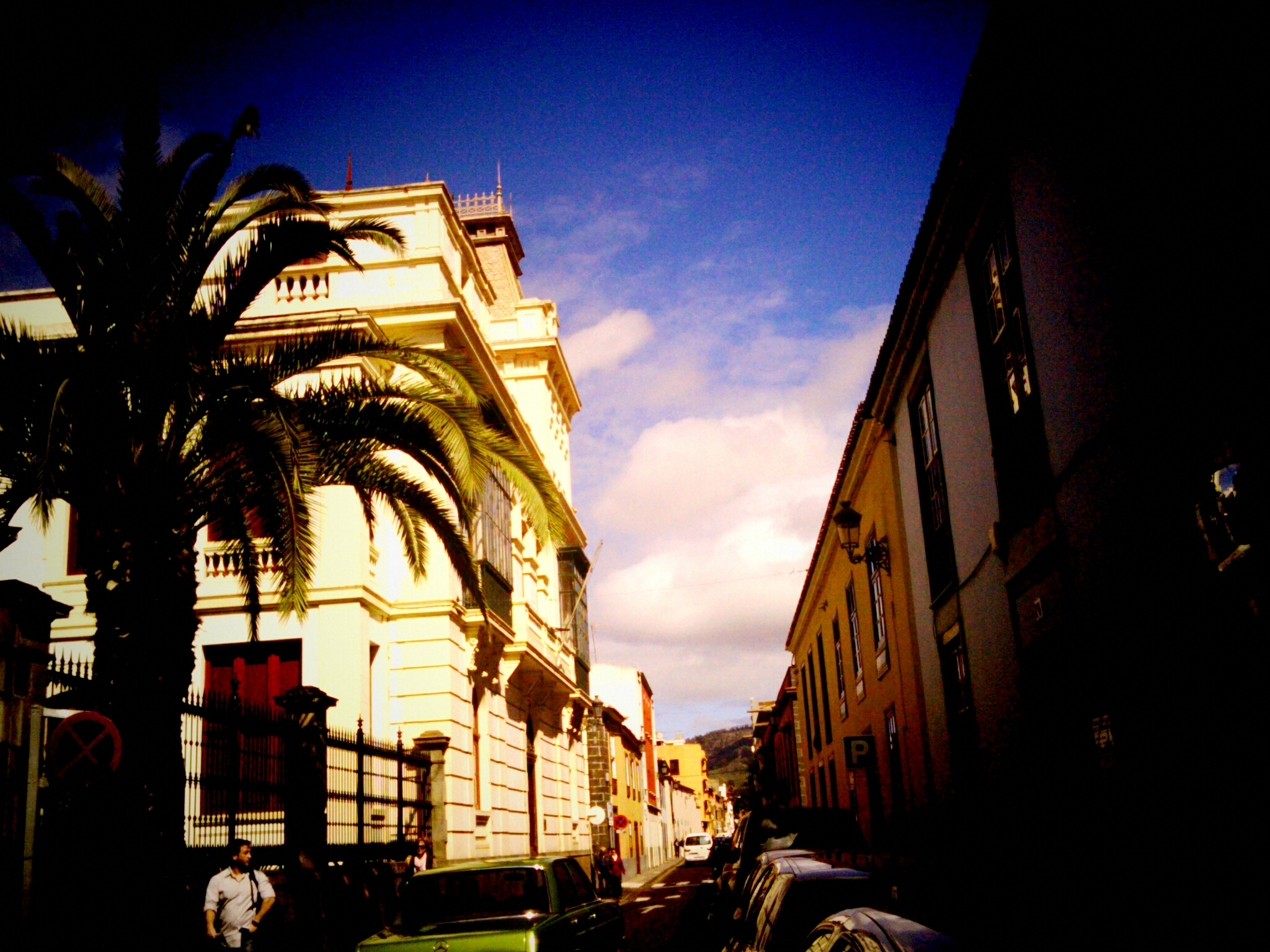
La calle antes de su remodelación.
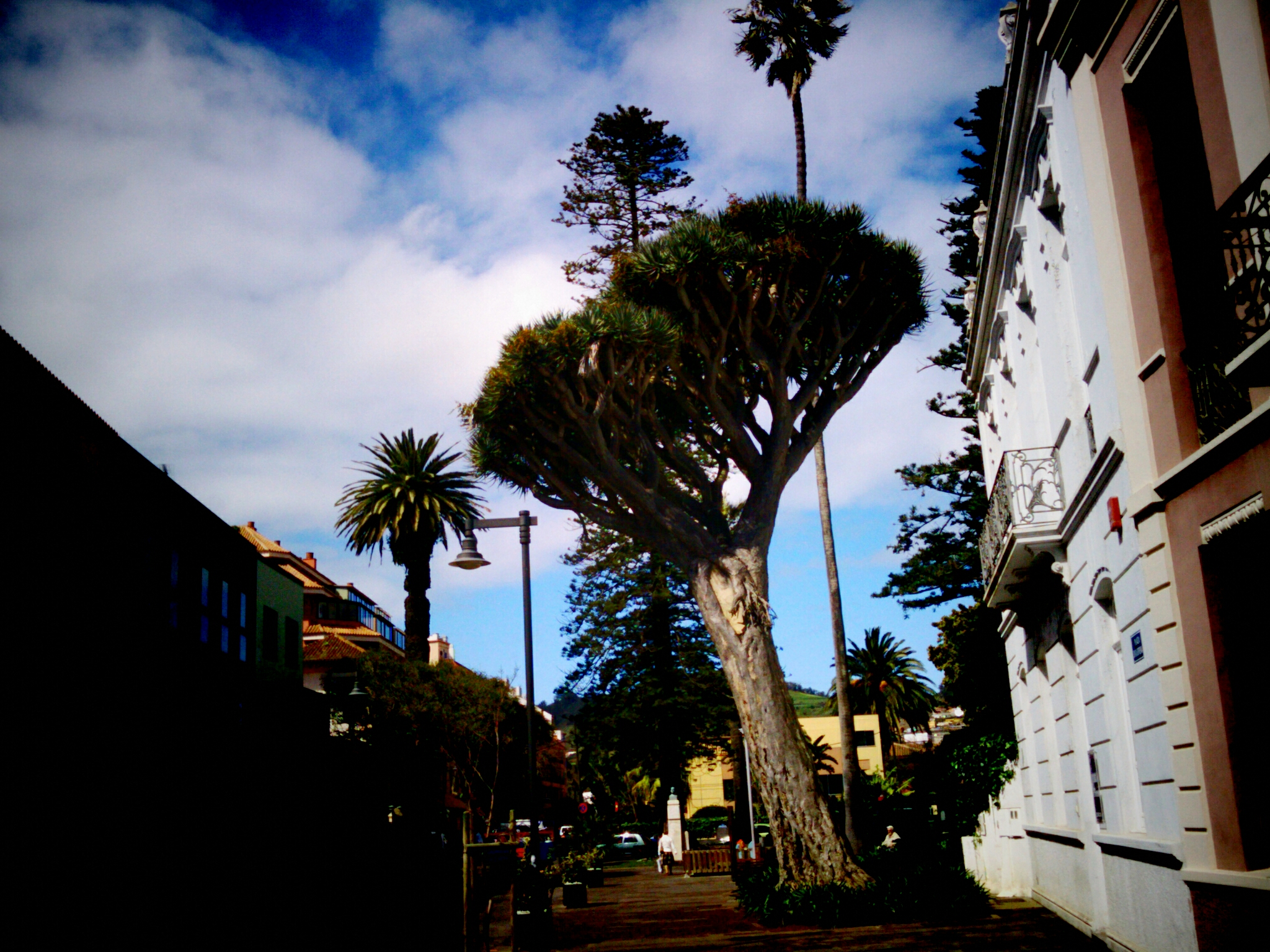
La calle San Agustín concluye en esta plaza.
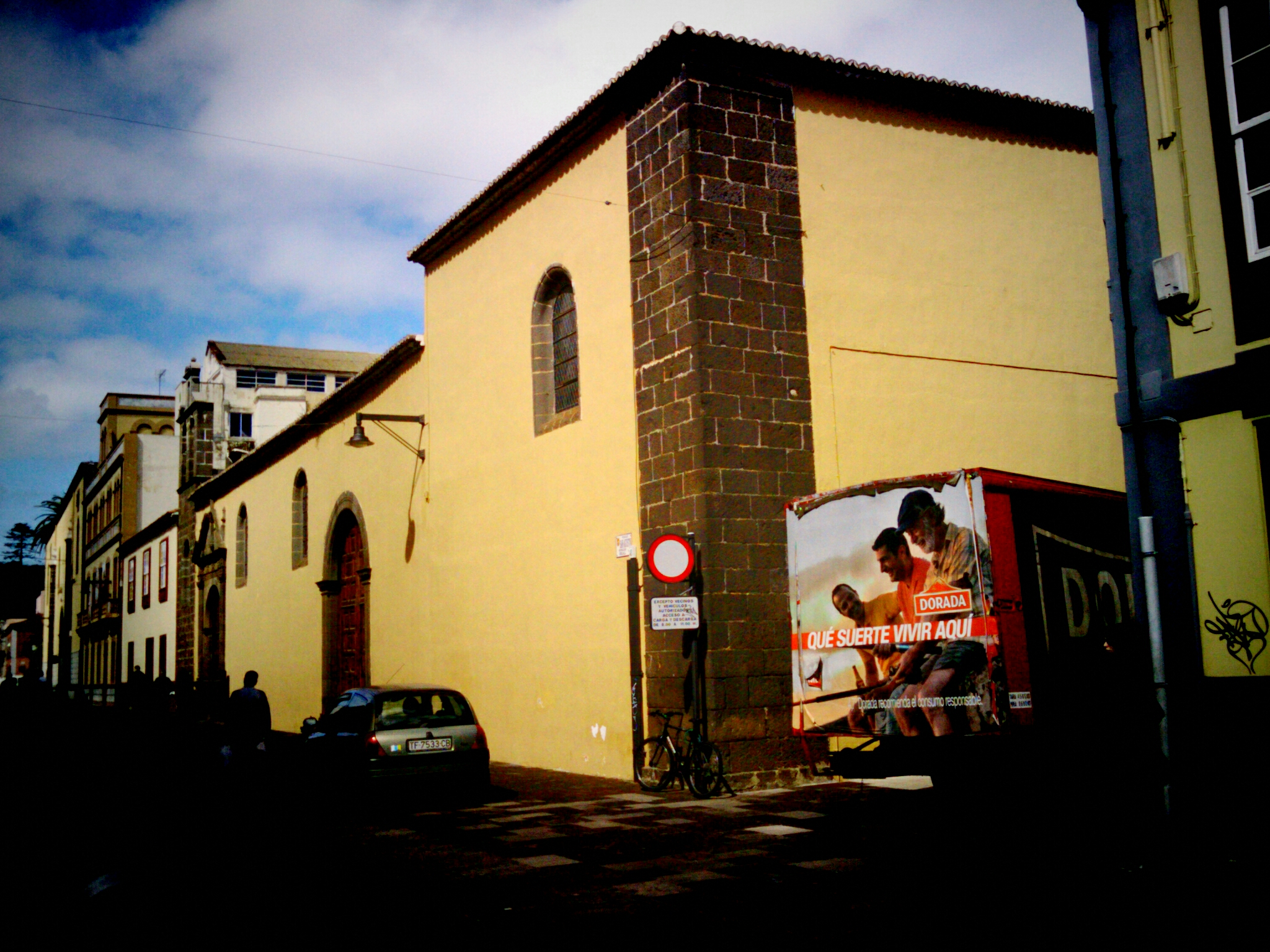
Iglesia y Hospital de Nuestra Señora de los Dolores.
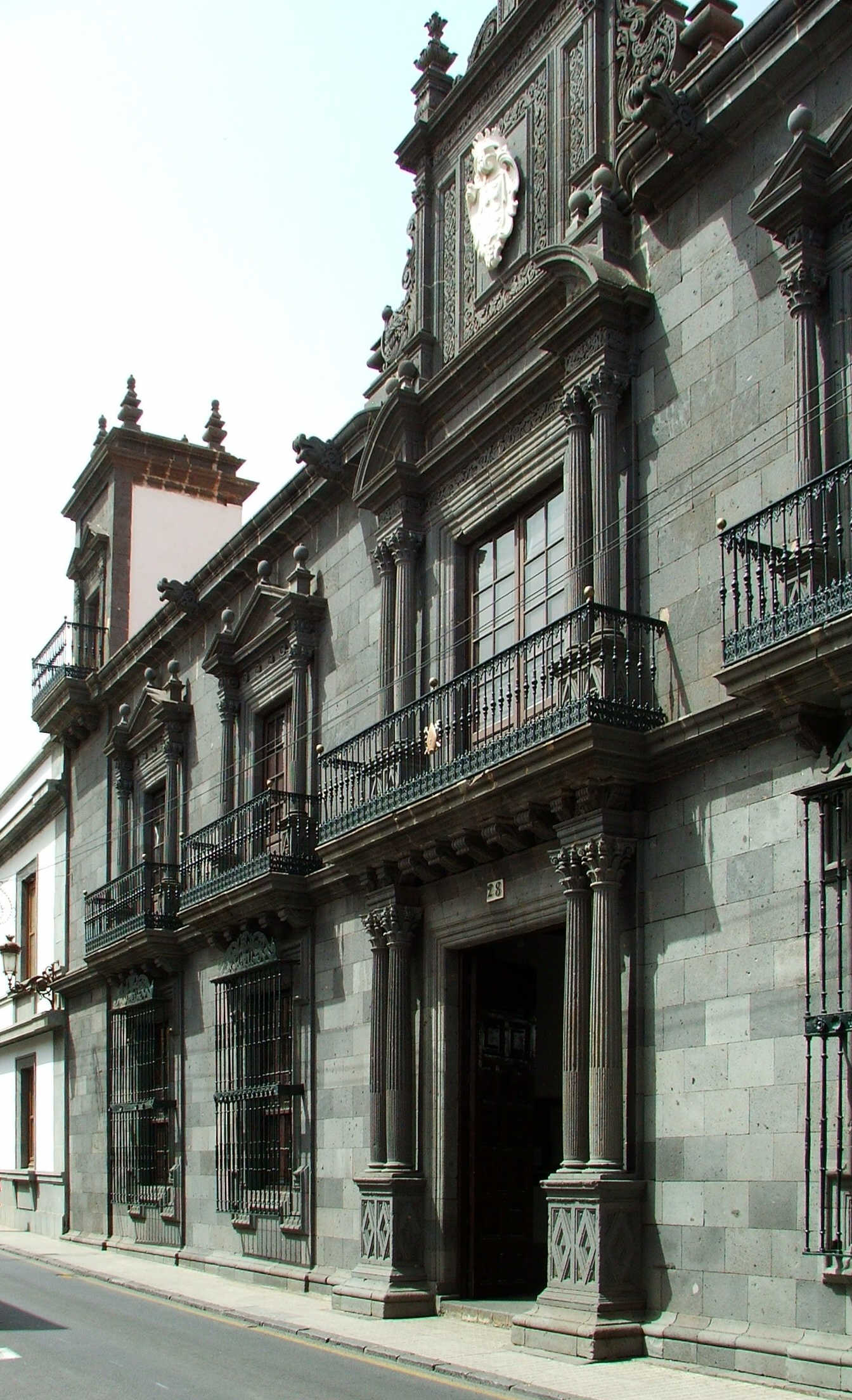
Fachada de la Casa Salazar.
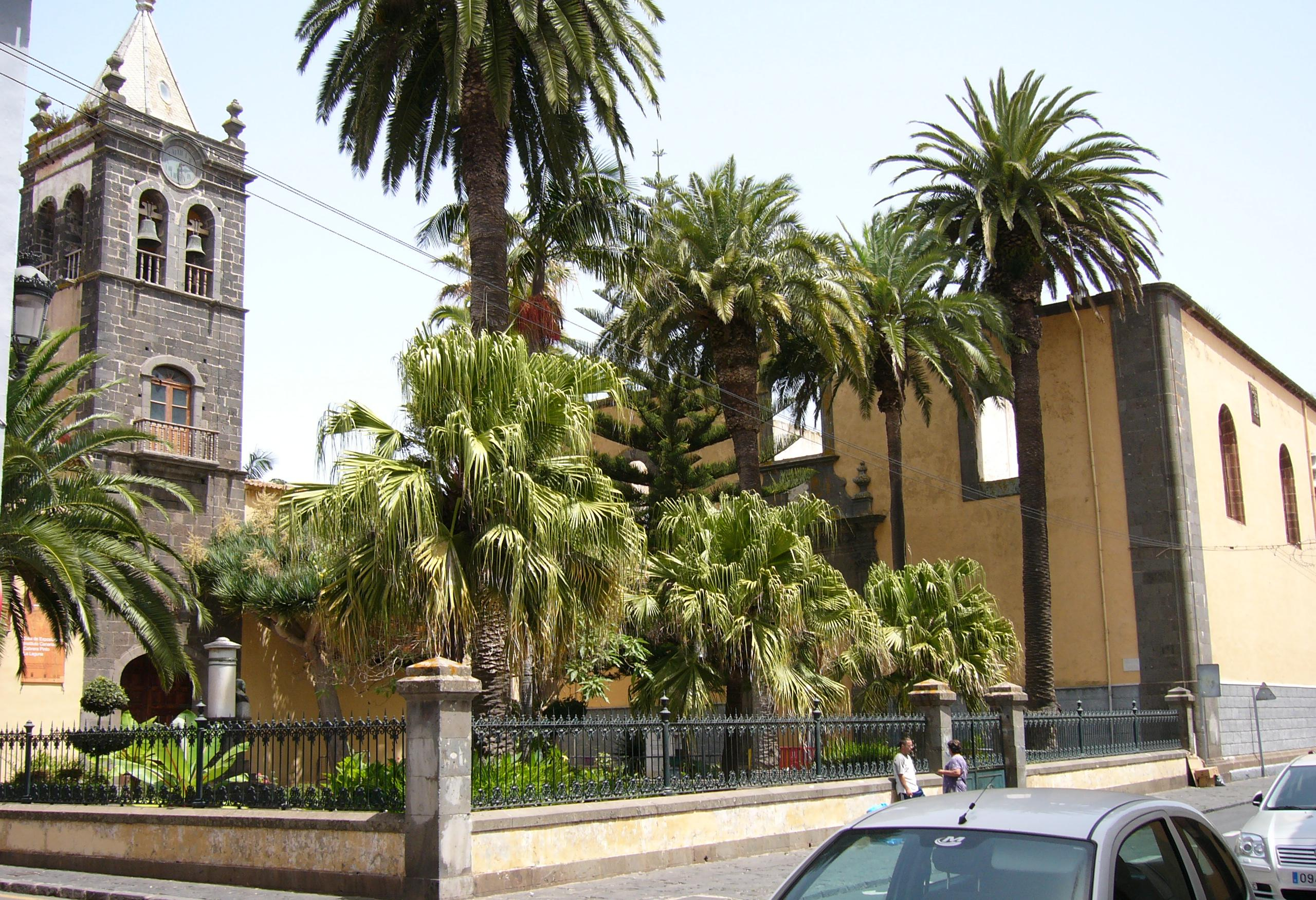
IES Canarias Cabrera Pinto en la calle San Agustín.
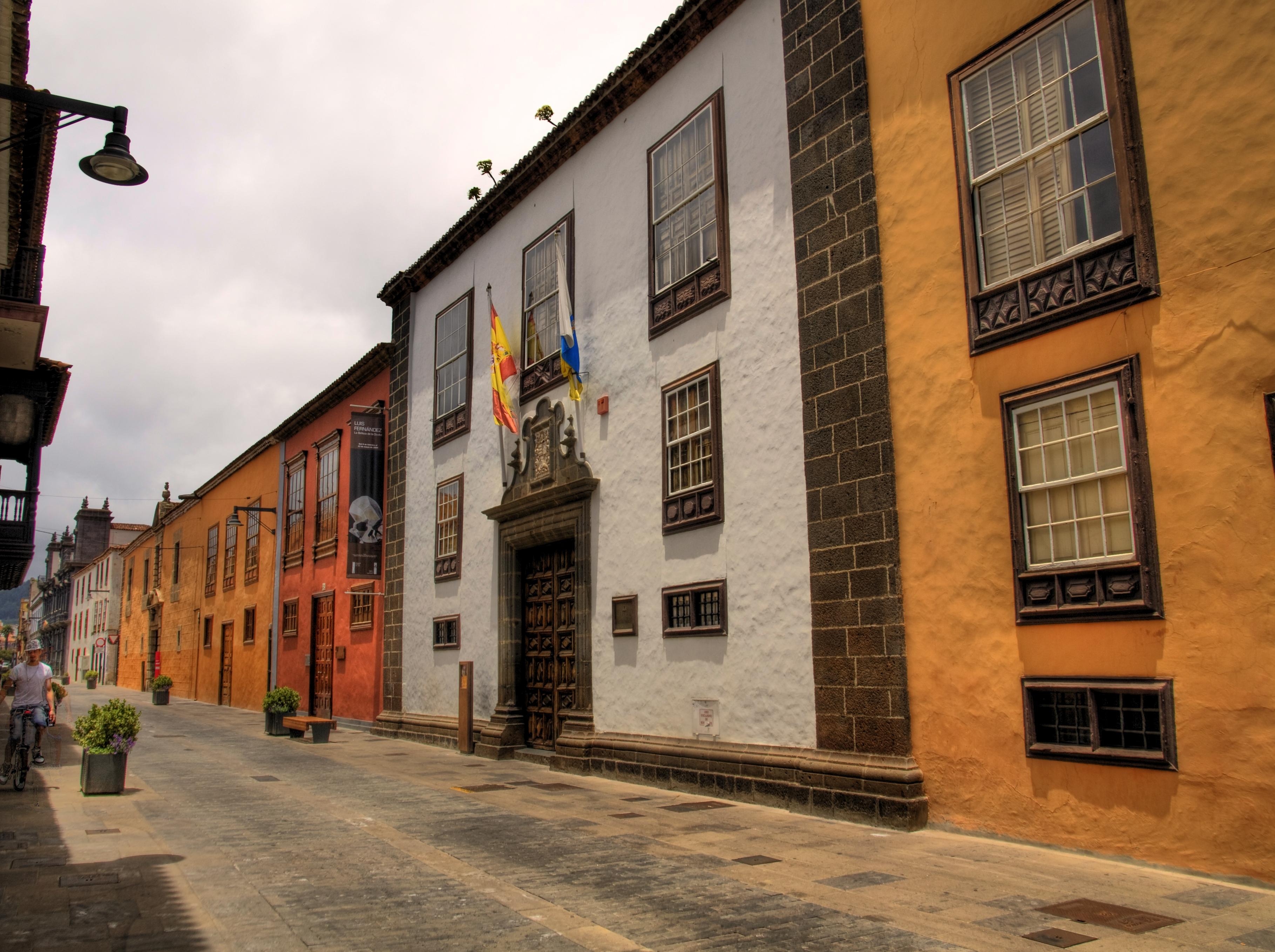
La calle con la Casa Montañés en primer término.
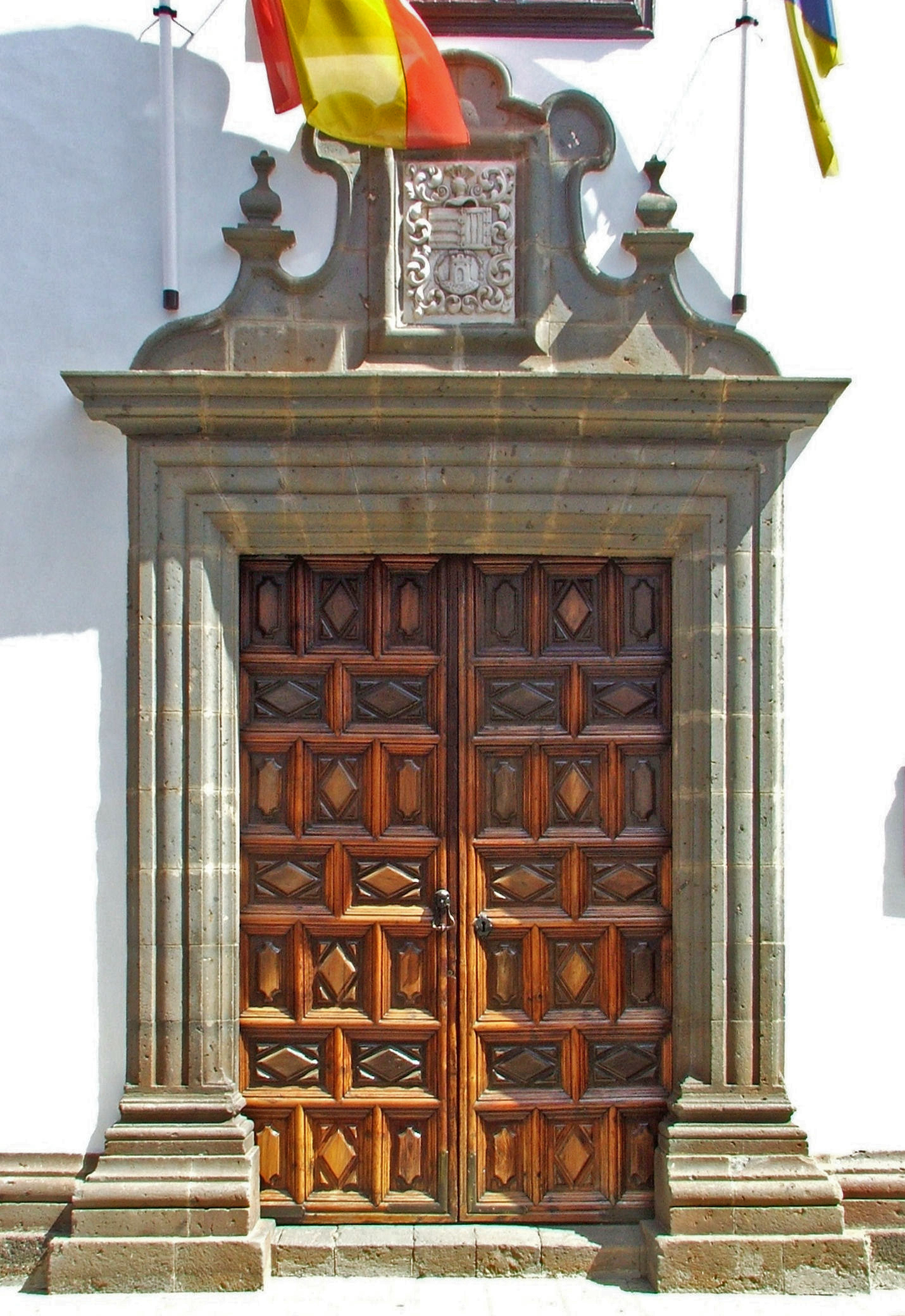
Puerta de la Casa Montañés, sede del Consejo Consultivo de Canarias.
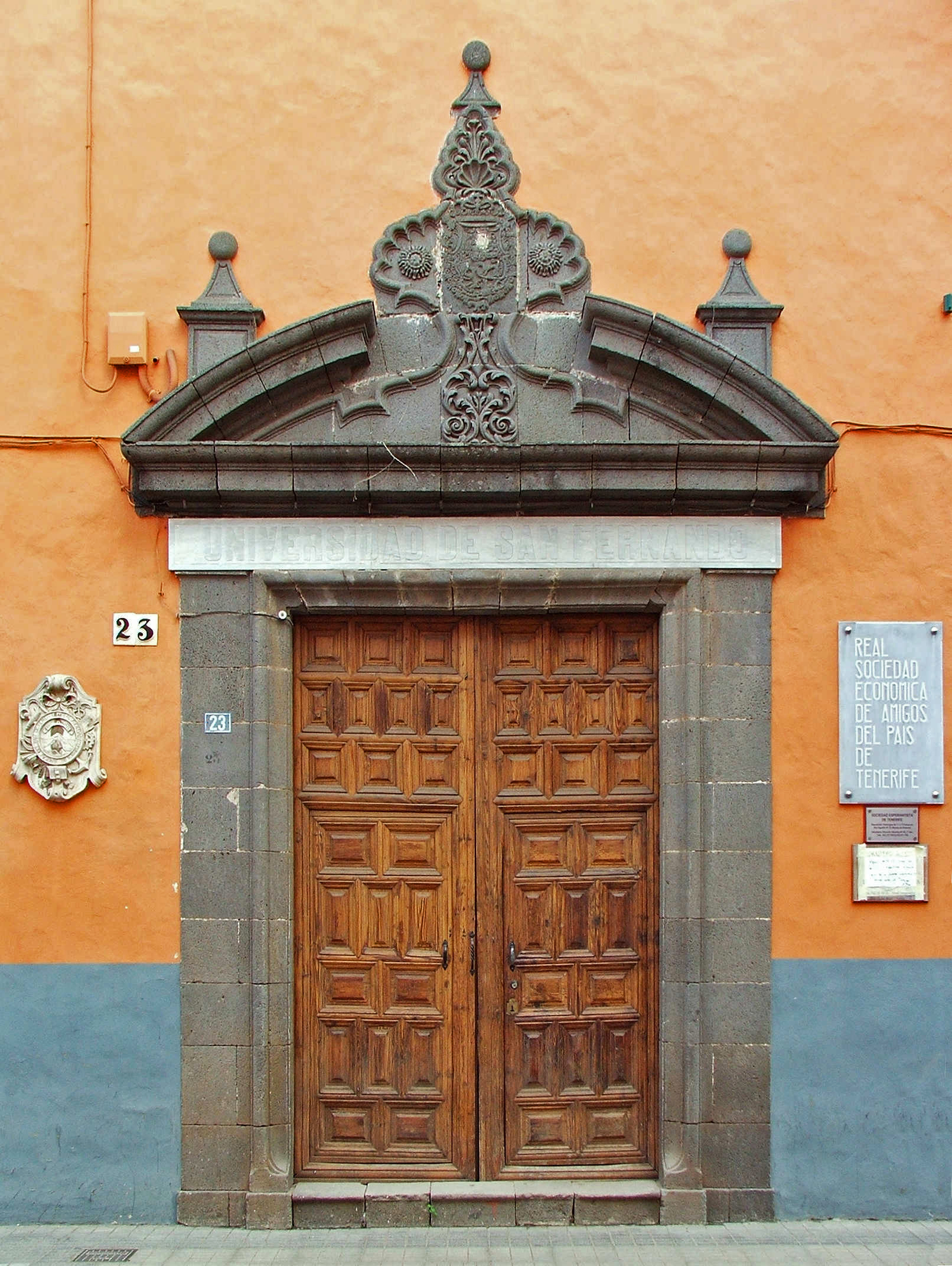
Portal de de la Casa de los Jesuitas, primera sede de la Universidad de San Fernando.
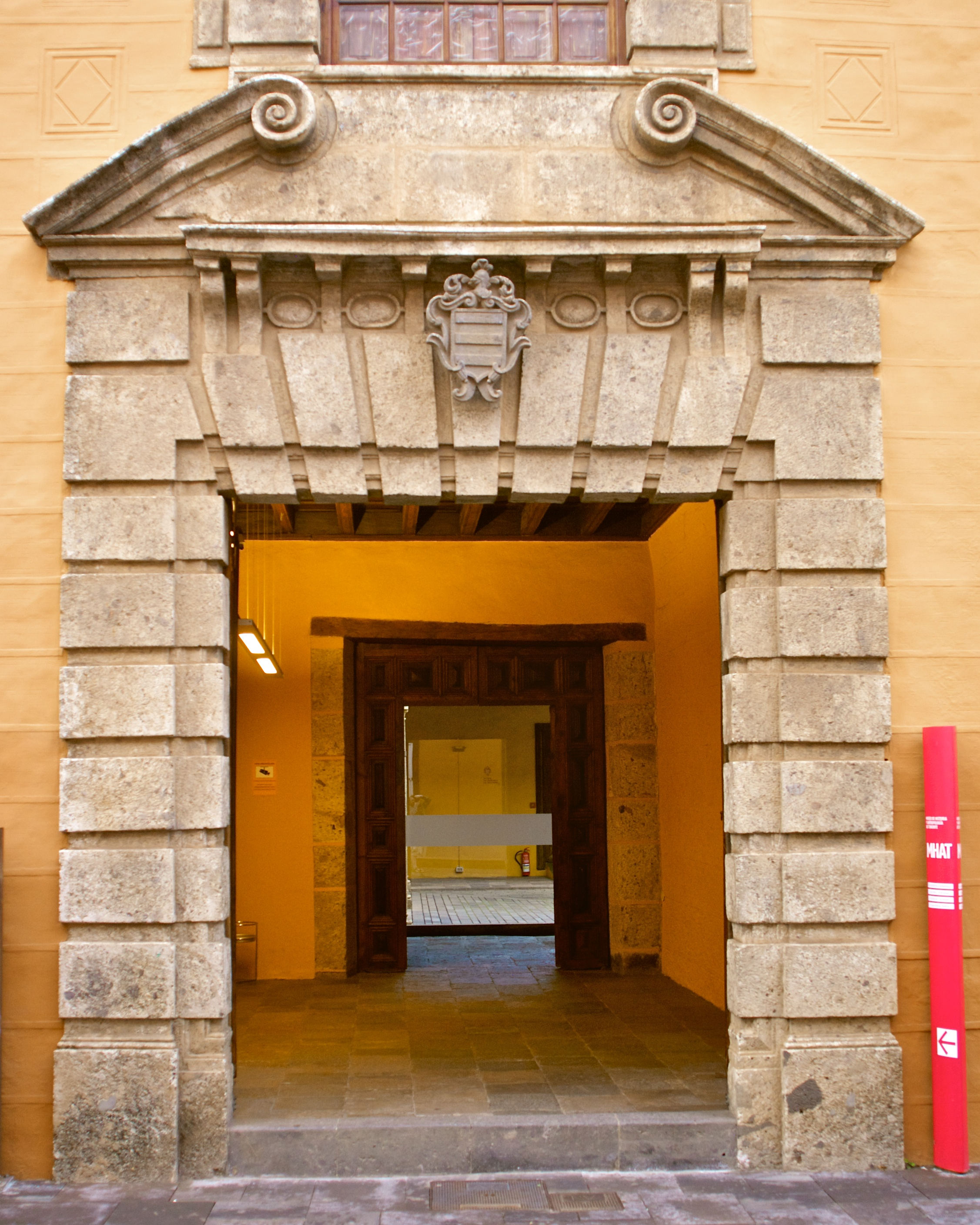
Palacio de Lercaro.